# Eucalyptus sargentii
Eucalyptus sargentii är en myrtenväxtart som beskrevs av Joseph Henry Maiden. Eucalyptus sargentii ingår i släktet Eucalyptus och familjen myrtenväxter. Inga underarter finns listade i Catalogue of Life.